# Michael Schertenleib
Michael Schertenleib (* 10. Januar 1988 in Zürich) ist ein Schweizer Schauspieler, Musikproduzent und Komponist.

## Biografie
Im Kindesalter war er Mitglied der Zürcher Sängerknaben und wurde Haupt-Altsolist. Auftritte im Opernhaus Zürich und als Jungschauspieler im Schauspielhaus Zürich schufen die Grundlage für sein vielseitiges Wirken. In seiner Jugend widmete er sich vermehrt der Musikproduktion und dem Schauspiel.
Als autodidaktischer Musikproduzent gelang ihm 2009 sein erster grosser Erfolg mit Larry Fs Ufojugend, welcher schweizweit gefeiert wurde. Es folgten diverse Konzerte in der Schweiz sowie weitere Alben. Neben der kontinuierlichen Zusammenarbeit mit Larry F ist er seit 2017 der Hausproduzent der Zürcher Sängerin Palma Ada.
Zusätzlich wuchs sein Engagement als Schauspieler. Achtung, fertig, WK! (2013, Oliver Rihs, Kinofilm), Platzspitzbaby (2020, Pierre Monnard, Kinofilm), How to Sell Drugs Online (Fast) (2020, Arne Feldhusen & Mia Spengler, Netflix) und Buba (2022, Arne Feldhusen, Netflix) sind nur eine Auswahl seiner schauspielerischen Tätigkeit.
Er komponiert zugleich weiter Filmmusik, welche unter anderem in Schweizer Filmen wie Wolkenbruchs wunderliche Reise in die Arme einer Schickse (2018, Michael Steiner, Kinofilm) und Der Büezer (2019, Hans Kaufmann, Kinofilm) zu hören ist.

## Filmografie
Fernsehen
- 2014: Unter die Erde (Kurzfilm – Regie: Simon Denda)
- 2014: Stöffitown (Fernsehfilm – Regie: Christoph Schaub)
- 2014: Der Zürich-Krimi: Borchert’s Fall (Fernsehfilm – Regie: Matthias Steurer)
- 2015: MILA (S01E18) (Fernsehserie – Regie: Jurij Neumann)
- 2015: Butter Brioche (Kurzfilm – Regie: Christopher Kaufmann)
- 2015: Munch (Kurzfilm – Regie: Marc-André Gerke & Nikita Carla Leibovici)
- 2015: Maman und das Meer (Kurzfilm – Regie: David Wagner)
- 2016: Der Tunnel (Kurzfilm – Regie: Christoph Daniel & Marc Schmidheiny)
- 2016: Cockatoo Spritz (Kurzfilm – Regie: Stéphane Barbato)
- 2018: MeTube 3 (Kurzfilm – Regie: Daniel Moshel)
- 2020: Leisure Land (Fernsehfilm – Regie: Peter Ladkani)
- 2020: How To Sell Drugs Online (Fast)[2] (Staffel 2) (Fernsehserie – Regie: Arne Feldhusen & Mia Spengler)
- 2021: How To Sell Drugs Online (Fast) (Staffel 3) (Fernsehserie – Regie: Arne Feldhusen)
- 2022: Buba[3] (Netflix-Film – Regie: Arne Feldhusen)

Kino
- 2013: Achtung, Fertig, WK! (Regie: Oliver Rihs)
- 2020: Bis wir tot sind oder frei (Regie: Oliver Rihs)
- 2020: Platzspitzbaby (Regie: Pierre Monard)

## Theater
- 2002: Stützen der Gesellschaft (Schauspielhaus Zürich – Regie: Andreas Kriegenburg)
- 2000: Die Zauberflöte (Opernhaus Zürich – Regie: Jonathan Miller)

## Diskografie
Alben
- 2009: Larry F – Ufojugend[4]
- 2011: Futurekids – Schebegeil
- 2014: Larry F – Irgendöppis Mit 2000

EPs
- 2018: Palma Ada – Sister
- 2020: Palma Ada – Straight Lines
- 2021: Palma Ada – Potion
- 2022: Palma Ada – Peter Pan

Mixtapes
- 2009: Joker & Larry F – Made In China

## Filmmusik
- 2017: Wilder (TV)
- 2018: Wolkenbruchs wunderliche Reise in die Arme einer Schickse (Kino) (Songs: Palma Ada – Sister; Palma Ada – You)
- 2019: Der Büezer (Kino) (Song: Saviour)